# Ingravidez (programa de radio)
Ingravidez fue un programa de radio de Los 40 Principales emitido desde septiembre del 2002 hasta junio del 2011. Presentado desde sus orígenes por Ramón Redondo, su horario de emisión en su etapa final (septiembre de 2008-junio del 2011) son las noches del viernes al sábado de 00:00 a 01:00 de la mañana,; tras anteriores etapas en las que gozó de 1-2 horas diarias y 2 horas semanales; su audiencia tras la reducción horaria se estimaba en torno a los 140.000 oyentes.

## Introducción
El objetivo del programa es repasar las novedades discográficas relacionadas con el rock en todas sus tendencias aunque muy enfocado al entorno alternativo, y reflejando los éxitos más importantes del momento tanto de las islas británicas como de USA. Todo esto acompañado de sesiones acústicas en vivo, secciones con repasos a los clásicos del rock en los 90 y las más curiosas versiones de la historia del rock actual.

## Historia
El programa nace como una propuesta musical dirigida al circuito más alternativo de los oyentes de Los 40 Principales.
La primera emisión fue el 9 de septiembre de 2002, y la primera canción en sonar fue el tema "Throw away your television" de Red Hot Chili Peppers. 
El 8 de abril de 2007, con motivo de la emisión número 500, se organizó un especial en que los propios oyentes elaboraron el programa con su selección de canciones y comentarios registrados en un contestador.

## Secciones
- Memorial Yuri Gagarin: Espacio dedicado a las versiones cuyo nombre homenajea al ruso Yuri Gagarin, el primer humano en alcanzar el estado de ingravidez.
- El hombre Foo: Es una especie de diálogo, muchas veces divertido, entre el presentador y el personaje, denominado hombre foo, que tiene por objetivo poner canciones que el presentador normalmente no pondría.

## Artistasingrávidos
Entre las bandas que han recibido una especial acogida en el programa se encuentran:
- Artic Monkeys (5/02/2010)
- Kings of Leon (08/10/10) (programa n.º 617)[3]
- Mando Diao
- Placebo
- Red Hot Chili Peppers (07/05/2006)
- Offspring (16/10/2005)
- Within Temptation (17/04/2005)